# U-23-Afrika-Cup
Der U-23-Afrika-Cup (englisch African U-23 Championship) ist ein Fußballturnier zwischen den besten Mannschaften Afrikas für männliche Fußballspieler unter 23 Jahren. Der Wettbewerb wird vom afrikanischen Fußballverband Confédération Africaine de Football (CAF) organisiert.
Er wurde erstmals 2011 ausgespielt und diente gleichzeitig als Qualifikationsturnier für das olympische Fußballturnier 2012 in London, wobei sich die ersten drei Teams direkt qualifizierten. Der Viertplatzierte Senegal bestritt im April 2012 im englischen Coventry ein Play-off gegen den Viertplatzierten der Asien-Qualifikation Oman, welches er mit 2:0 gewann und sich als viertes afrikanisches Team für das Olympiaturnier qualifizierte.

## Die Turniere im Überblick
| Jahr         | Gastgeber | Finale  | Finale     | Finale         | Spiel um Platz drei | Spiel um Platz drei | Spiel um Platz drei |
| Jahr         | Gastgeber | Sieger  | Ergebnisse | 2. Platz       | 3. Platz            | Ergebnisse          | 4. Platz            |
| ------------ | --------- | ------- | ---------- | -------------- | ------------------- | ------------------- | ------------------- |
| 2011 Details | Marokko   | Gabun   | 2:1        | Marokko        | Ägypten             | 2:0                 | Senegal             |
| 2015 Details | Senegal   | Nigeria | 2:1        | Algerien       | Südafrika           | 0:0, 3:1 i. E.      | Senegal             |
| 2019 Details | Ägypten   | Ägypten | 2:1 n. V.  | Elfenbeinküste | Südafrika           | 2:2, 6:5 i. E.      | Ghana               |
| 2023 Details | Marokko   | Marokko | 2:1 n. V.  | Ägypten        | Mali                | 0:0, 4:3 i. E.      | Guinea              |

## Rangliste
| Rang | Land           | Titel | Jahr(e) | 2. Platz | 3. Platz | 4. Platz |
| ---- | -------------- | ----- | ------- | -------- | -------- | -------- |
| 1    | Ägypten        | 1     | 2019    | 1        | 1        |          |
| 2    | Marokko        | 1     | 2023    | 1        |          |          |
| 3    | Gabun          | 1     | 2011    |          |          |          |
|      | Nigeria        | 1     | 2015    |          |          |          |
| 04   | Algerien       |       |         | 1        |          |          |
|      | Elfenbeinküste |       |         | 1        |          |          |
| 07   | Südafrika      |       |         |          | 2        |          |
| 8    | Mali           |       |         |          | 1        |          |
| 9    | Senegal        |       |         |          |          | 2        |
| 10   | Guinea         |       |         |          |          | 1        |
|      | Ghana          |       |         |          |          | 1        |